# 澳門LGBT權益
女同性戀、男同性戀、雙性戀與跨性別者在澳門的權益大多不受法律保障。澳門法律中僅在極有限的範圍內（例如勞動關係）保障同性戀免受歧視，目前不允許同性婚姻或民事結合等同性結合權利。但民法典第一千四百七十一條，對事實婚姻之定義，並未對性別做出限定，也就是在一段事實關係中，即可以是一男一女，也可以是兩男或兩女。而事實婚姻關係亦受相關法律保護。

## 概要
| 項目                                                   | 合法性       |
| ------------------------------------------------------ | ------------ |
| 同性性行為合法性                                       | （自1996年） |
| 承諾年齡可發生性關係的法定年齡一致                     | 是           |
| 反歧視法執行（僱傭）                                   | 是           |
| 反歧視法適用於商品及服務法規                           | 否           |
| 反歧視法適用於所有其他領域（包括：間接歧視、仇恨言論） | 否           |
| 家庭暴力適用同居關係                                   | 否           |
| 同性婚姻                                               | 否           |
| 承認同性夫妻/伴侶                                      | 否           |
| 同性伴侶可共同領養                                     | 否           |
| 性別更動權力                                           | 否           |
| 女同性戀進行體外受精之合法管道                         | 否           |
| 允許男男性接觸者（MSM）進行捐血                        | 否           |

## 同性性行為的合法性
葡屬澳門時期，當地使用1886年通過的《葡萄牙刑法典》審判刑事案件，該刑法典將合意的同性性行為納入刑事罪。1982年，葡萄牙制定新刑法典，將同性性行為除罪，不過澳門仍舊沿用1886年的刑法典。1995年11月18日，澳門總督韋奇立批准本地制定的《澳門刑法典》，在該新刑法中，合意的同性性行為非刑事罪，並於1996年1月1日生效。

## LGBT運動
在2012年以前，澳門的LGBT社群一直保持隱蔽狀態，直到當年11月當局在正在草擬中的《家庭暴力防治法》法案公眾諮詢總結報告中，剔除了前一年進行公開諮詢時原文本納入保障範圍的「同性同居」定義。為此，澳門的LGBT社群在當年12月20日舉行了澳門第一次同志遊行，並成立了第一個關注組織「澳門同志權益關注組」。2013年2月，澳門性別教育協會成立。同年4月，澳門彩虹亦宣告成立。

## 平等就業機會
《勞動關係法》內的「平等原則」保障澳門居民的就業機會不會因為「性取向」而受到歧視，違反的僱主可被罰款二萬至五萬澳門幣。

## 家庭暴力法保障範圍
2011年，澳門特別行政區政府於9月15日至10月14日期間就《打擊家庭暴力犯罪》法律草案進行公眾諮詢，當中建議的保障範圍包括「曾在情侶的親密狀況下共同生活的同性的人」。但在2012年11月的發表諮詢總結報告中，以「觸及了傳統文化、倫理、宗教和價值等複雜的問題，基於未能取得社會共識」為理由，宣佈將「同性同居」自法案保障範圍中剔除。
2015年，聯合國禁止酷刑委員會就澳門家庭暴力立法工作發出觀察性結論，要求立法不能帶有歧視成份。
2016年，澳門特區政府堅持將「同性同居」從家庭暴力法案保障範圍中剔除，並於5月20日在立法會通過細則性表決，澳門彩虹發表聲明批評澳門特別行政區政府的決定違背澳門在國際法下之責任，同時憂慮「若果新定立的法律具歧視性，會向社會釋出一個有害的訊息，就是針對性傾向的歧視可以合理化」。

## 跨性別權益
迄今澳門沒有針對性別認同、性別氣質、性別特徵或跨性別的法律或政策，甚至在法律體系中尚無「跨性別」的概念。
法定性別變更方面，2015年已有建議指應修法承認性別重置 ，但迄今澳門現行法律未有相關規範。根據《居民身份證規章》，更改性別屬「強制更換居民身份證」之情況，但身份證明局解釋「性別依據出生登記或具同等法律效力的認別文件登載」。
2015年，澳門第一位公開發聲的跨性別人士 Avery 小姐（化名），向傳媒細訴童年備受校園欺凌和歧視的經歷，希望澳門當局協助她更改身份證上的性別，獲得與平常人一樣的待遇。其後同年6月30日，法律改革諮詢委員會舉行全體會議就澳門居民變更性別資料的議題表示研究修法。 
2020年，在聯合國人權事務委員會就8月6日發布之澳門人權問題清單中，列明關注澳門特區政府是否有採取行動使跨性別人士可以合法地修改他／她的身份證明文件上的性別標記。

## 恐同爭議

### 被傳媒污名化
2015年6月9日，《力報》在頭版發佈一則男高中生因對年僅九歲的男童進行「重要性慾行為」而被捕之新聞，當中標題使用了「基魔」一詞  。其後澳門彩虹發言人周庭希在網媒《愛瞞日報》投犒對此作出回應，質疑「基魔」一詞之用意，他指出「性侵犯可以出現在異性或同性之間，澳門《刑法典》無因受害人與施害人為異、同性關係有差別處理，而只會因權力／信任關係有加重情節」。周庭希同時諷刺，澳門近年性犯罪佔絕大多數是異性關係，可否寫成「『直魔』大舉入侵澳門」。

### 轉介診治
2018年8月16日，教育暨青年局副局長梁慧琪接受葡文媒體訪問，葡文報章《句號報》梁曾經表示「同性戀學生將會被轉介到醫生或心理學家處作診治」，一度引起社會嘩然，其後於18日出席活動時主動向媒體澄清，解釋是溝通及翻譯有誤解，澄清從來無講過「同性戀是病」的言論。

## 《同性民事結合法案》
2013年3月28日，澳門立法會議員高天賜提出了剔除領養權的《同性民事結合》法案，表示將把同性結合合法化，若議案被通過，澳門便會成為亞洲第一個認可民事結合的地區。結果議案以17票反對、3票棄權、1票贊成而遭到否決。唯一投贊成票的提案人高天賜表示，提出法案是要填補澳門法律中只有異性伴侶才可結合的空白。

## 備注
1. ↑  惟一較為相關的是反對與「性取向」相關的歧視，但前者只適用於僱佣關係。